# Szabadszentkirály
Szabadszentkirály là một thị trấn thuộc hạt Baranya, Hungary. Thị trấn này có diện tích 12,69 km², dân số năm 2010 là 802 người, mật độ 63 người/km².